# Celonites savignyi
Celonites savignyi är en stekelart som beskrevs av Henri Saussure 1855. Celonites savignyi ingår i släktet Celonites och familjen Masaridae. Inga underarter finns listade.